# La Font de l'Escolà
La Font de l'Escolà és una petita partida rural del terme municipal de Conca de Dalt, a l'antic terme d'Hortoneda de la Conca), al Pallars Jussà. És en territori del poble d'Hortoneda.
Està situat a l'esquerra del barranc de la Masia, al sud-est de la Masia, al sud-oest del Solà d'Hortoneda, al nord-est de la del Prat del Bedoll i a llevant de la Cova.
Consta de 0,7637 hectàrees de conreus de secà i bosquina.